# Günter Giel
Günter Giel (* 7. September 1929; † 7. Juli 1988) war ein deutscher Polizeioffizier. Er war Stellvertreter des Ministers des Innern der DDR.

## Leben
Giel wurde 1946 Mitglied der SED und 1947 der Deutschen Volkspolizei. Er war dann mehr als zwei Jahrzehnte im Pass- und Meldewesen des Ministeriums des Innern tätig, ab März 1964 stellvertretender Leiter und von 1971 bis 1974 als Nachfolger von Werner Reuther Leiter dieser Hauptabteilung. Er schloss ein Studium als Diplom-Staatswissenschaftler ab und wurde im Januar 1974 Stellvertreter des Ministers des Innern der DDR, mit dem Zuständigkeitsbereich Feuerwehr, Strafvollzug, Innere Angelegenheiten und Staatliches Archivwesen. Im Oktober 1974 wurde er zum Generalmajor ernannt und 1981 zum Generalleutnant befördert. Im Jahr 1986 war er Mitglied der Wahlkommission der DDR für die Wahlen zur Volkskammer, zur Stadtverordnetenversammlung von Berlin und zu den Bezirkstagen. Im Februar 1987 wurde er aus Gesundheitsgründen als stellvertretender Innenminister abgelöst und durch Dieter Winderlich ersetzt.
Giel starb im Alter von 58 Jahren an den Folgen einer schweren Operation und wurde auf dem Zentralfriedhof Berlin-Friedrichsfelde in der Gräberanlage für Opfer des Faschismus und Verfolgte des Naziregimes beigesetzt.

## Auszeichnungen
- 1971 Ehrentitel Verdienter Volkspolizist der Deutschen Demokratischen Republik[6]
- 1975 Kampforden „Für Verdienste um Volk und Vaterland“ in Silber
- 1977 Vaterländischer Verdienstorden in Bronze und 1982 in Silber
- 1979 Scharnhorst-Orden